# Lin Yen-hung
Pour les articles homonymes, voir Lin.
Dans ce nom chinois, le nom de famille, Lin, précède le nom personnel Yen-hung.
Lin Yen-hung (en chinois traditionnel : 林晏弘 ; pinyin : Lín Yànhóng), né le 5 mars 1958 à Taichung, est un pongiste handisport taïwanais, en catégorie fauteuil roulant.

## Biographie
Lin Yen-hung naît le 5 mars 1958 à Taichung, et grandit à Lunbei (en) dans le comté de Yunlin.
Enfant, il est atteint d'une poliomyélite,. Il étudie au lycée municipal Cheng Kung de Taipei (en), puis au Collège provincial de droit et de commerce de Taiwan, au sein duquel il décide de pratiquer le tennis de table handisport,.
Après avoir obtenu son diplôme, il se dirige vers une carrière professionnelle en tant qu'employé de bureau préfectoral plutôt que celle d'un athlète. Il représente néanmoins la délégation taïwanaise, participant notamment aux Jeux FESPIC, les Jeux handisports d'Extrême-Orient et du Pacifique Sud, en 1994 à Pékin. Lors de l'édition suivante de 1999, il remporte trois médailles d'or, en épreuve individuelle, équipe, et en open individuel.
Après avoir manqué l'opportunité de participer aux Jeux paralympiques de 1992 et 1996, il se qualifie pour ceux de Sydney en 2000. Au tournoi par équipes, l'équipe taïwanaise atteint la finale, mais s'incline après avoir mené le début de la rencontre.
En 2005, il remporte les championnats d'Asie en épreuve individuelle. Cette année-là, il est classé à son plus haut niveau au classement mondial des pongistes handisports, avec la 3e place, déjà atteinte deux ans plus tôt.
Durant les années 2000 et 2010, il remporte encore de nombreuses médailles d'argent et de bronze en championnats du monde et d'Asie, ainsi qu'aux Jeux para-asiatiques,.

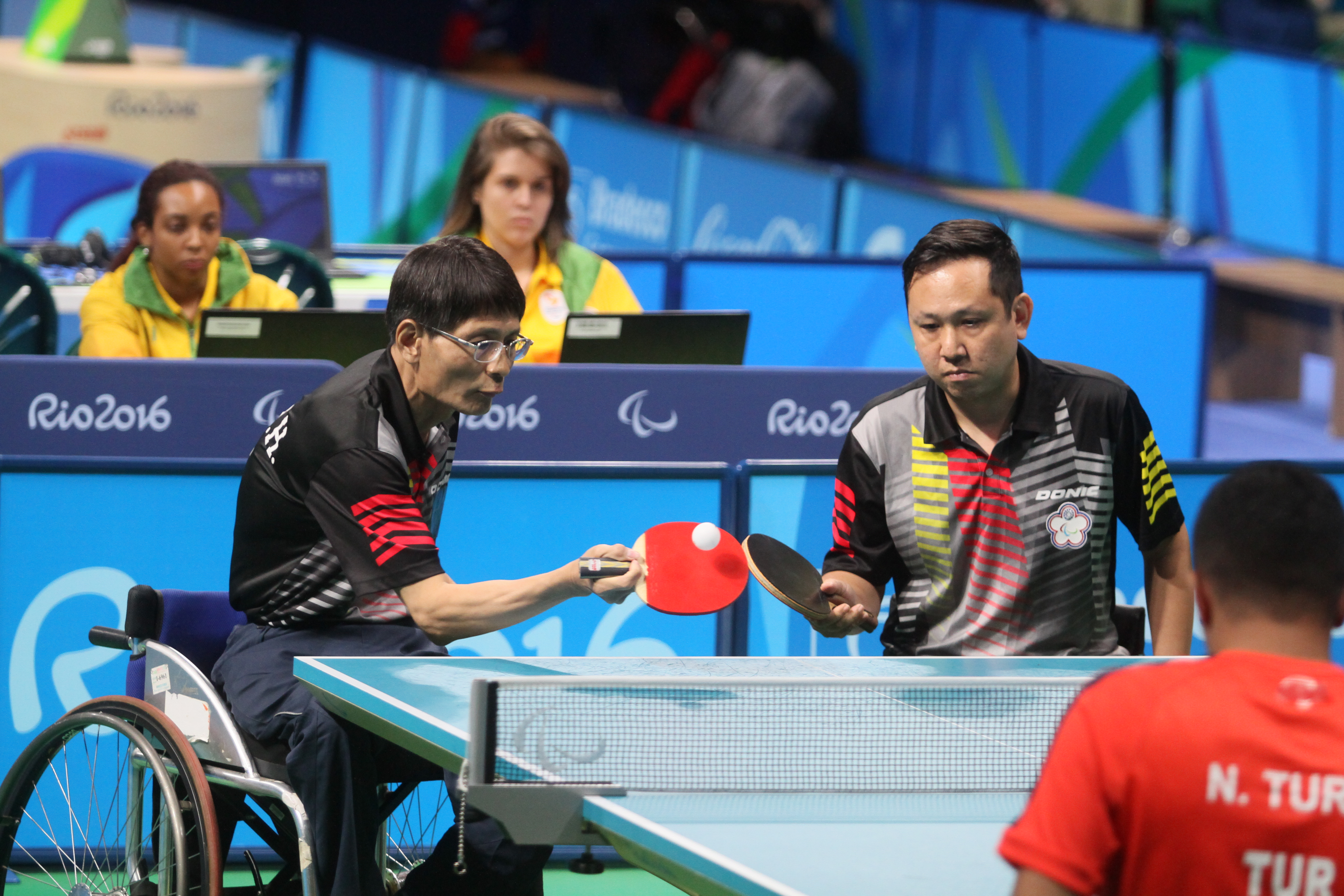
Lin Yen-hung (à g.) et son coéquipier Cheng Ming-chih, en demi-finale du tournoi par équipe des Jeux paralympiques de Rio.

Aux Jeux de Rio en 2016, il remporte la médaille d'argent en finale du tournoi par équipe hommes, avec Cheng Ming-chih. L'année suivante, le duo de Cheng et Lin remporte le championnat du monde,,. Aux Jeux para-asiatiques de 2018, Lin Yen-hung décroche une médaille de bronze en équipe avec Cheng Ming-chih, quelques jours après s'être incliné contre son coéquipier en demi-finale,.
Après cinq participations aux Jeux paralympiques, il est absent à ceux de Tokyo organisés en 2021.

## Palmarès

### Jeux paralympiques
- Médaille d'argent du double hommes aux Jeux paralympiques d'été de 2000 (en) (classe 5)
- Médaille d'argent du double hommes aux Jeux paralympiques d'été de 2016 (classe 4-5)

### Championnats du monde
- Médaille d'or du double hommes aux championnats du monde de 2017 (classe 5)
- Médaille d'argent du double hommes aux championnats du monde de 2002 (classe 5)
- Médaille d'argent du double hommes aux championnats du monde de 2006 (classe 5)
- Médaille de bronze du double hommes aux championnats du monde de 1998 (classe 5)

### Jeux para-asiatiques
- Médaille de bronze du double hommes aux Jeux para-asiatiques de 2010 (classe 4-5)
- Médaille de bronze du simple hommes aux Jeux para-asiatiques de 2014 (classe 5)
- Médaille de bronze du double hommes aux Jeux para-asiatiques de 2014 (classe 5)
- Médaille de bronze du simple hommes aux Jeux para-asiatiques de 2018 (classe 5)
- Médaille de bronze du double hommes aux Jeux para-asiatiques de 2018 (classe 4-5)

### Championnats d'Asie
- Médaille d'or du simple hommes aux Jeux para-asiatiques de 2005 (classe 5)
- Médaille d'argent du simple hommes aux Jeux para-asiatiques de 2005 (debout)
- Médaille d'argent du simple hommes aux Jeux para-asiatiques de 2005 (classe 5)
- Médaille d'argent du double hommes aux Jeux para-asiatiques de 2007 (classe 5)
- Médaille d'argent du simple hommes aux Jeux para-asiatiques de 2009 (classe 5)
- Médaille de bronze du simple hommes aux Jeux para-asiatiques de 2013 (classe 5)
- Médaille de bronze du double hommes aux Jeux para-asiatiques de 2013 (classe 5)
- Médaille de bronze du simple hommes aux Jeux para-asiatiques de 2015 (classe 5)
- Médaille de bronze du double hommes aux Jeux para-asiatiques de 2015 (classe 5)
- Médaille de bronze du double hommes aux Jeux para-asiatiques de 2019 (classe 5)

### Jeux FESPIC
- Médaille d'or du double hommes aux Jeux FESPIC de 1999 (classe 5)
- Médaille d'or du simple hommes aux Jeux FESPIC de 1999 (classe 5)
- Médaille d'or du simple hommes aux Jeux FESPIC de 1999 (open assis)
- Médaille d'argent du double hommes aux Jeux FESPIC de 2002 (classe 5)
- Médaille de bronze du simple hommes aux Jeux FESPIC de 2002 (classe 5)
- Médaille de bronze du double hommes aux Jeux FESPIC de 2006 (classe 5)